# Guo Yuehua
Guo Yuehua, är en kinesisk bordtennisspelare.
Vid världsmästerskapen i bordtennis 1981 i Novi Sad tog han VM-guld i herrlag, VM-guld i herrsingel och VM-silver i herrdubbel.
Två år senare vid världsmästerskapen i bordtennis 1983 i Tokyo tog han VM-guld i herrlag, VM-guld i herrsingel och VM-guld i mixeddubbel.